# Belouizdad
Belouizdad là một đô thị thuộc tỉnh Alger, Algérie. Dân số thời điểm năm 2002 là 59.248 người.